# Я проснулся рано в день моей смерти
«Я проснулся рано в день моей смерти» (англ. I Woke Up Early the Day I Died) — американский художественный фильм в жанре комедийного триллера, поставленный в 1998 году режиссёром Арисом Илиопулосом по нереализованному сценарию Эда Вуда, написанному в 1974 году.
Одной из особенностей фильма стало полное отсутствие диалога.
Премьера фильма состоялась в 1998 году на Международном кинофестивале в Торонто.

## Сюжет
Главный герой картины — Вор (англ. The Thief), преступник рецидивист, крайне неадекватный и психически ненормальный, сбегает из психиатрической лечебницы, совершает преступления, грабит банк, теряет награбленные деньги, поскольку неадекватен и глуповат, бросается на поиски утраченных денег, совершает всё новые и новые преступления.

## В ролях
- Билли Зейн — Вор
- Типпи Хедрен — Мелинда Астед
- Рон Перлман — смотритель кладбища
- Майкл Грин — Том Харрис
- Кристина Риччи — юная проститутка
- Роберта Хэнли — домохозяйка
- Эндрю МакКарти — полицейский на кладбище
- Карен Блэк — женщина с кнутом
- Карел Стрёйкен — гробовщик

## Награды и номинации

### Номинации
- 1999 — Премия «Prix Vision»
  - Майкл Барроу
- 2000 — Премия B-Movie Award
  - Лучший актёр — Билли Зейн
  - Лучший фильм
  - Лучшая роль второго плана — Кристина Риччи
  - Лучшая операторская работа — Майкл Барроу
  - Лучший режиссёр — Эрис Илиопулос
  - Лучшие декорации — Майа Джаван